# Lej Marsch
Der Lej Marsch ([ˌleɪ̯ˈmarʃ]ⓘ, rätoromanisch im Idiom Puter für fauler, abgestandener See, altsächs. mersc – auch Masch, Mersch oder Schwemmland genannt) ist ein rund 100 × 50 Meter grosser See bei Champfèr im Schweizer Kanton Graubünden. Er liegt auf zirka 1812 m Höhe.

## Lage/Umgebung

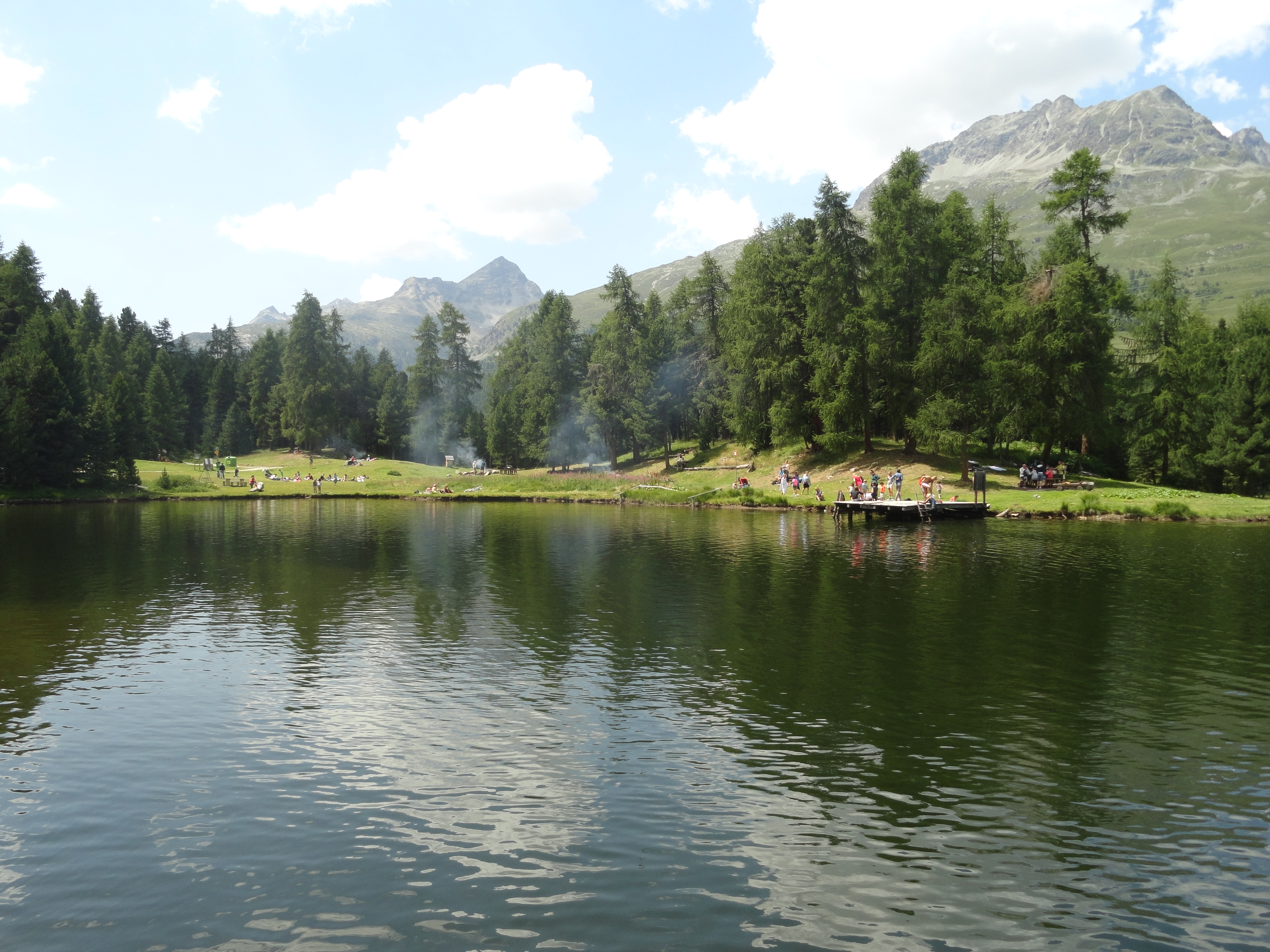
Feuerstellen und Floss am Lej Marsch

Der frei zugängliche Badesee ist von Wald umgeben. An den Ufern stehen Duschen, WCs und mehrere Feuerstellen zur Verfügung. Ein kleines Restaurant und ein Kiosk bieten Verpflegungsmöglichkeiten. Am Nordufer wurde ein kleiner Sandstrand angelegt.
Im See leben neben mehreren Fischarten auch Edelkrebse. Der Lej Marsch entwässert durch ein ungefähr 150 Meter langes Bächlein in den Inn.
Seinen Namen verdankt das Gewässer der Familie Marsch, welche Kontakte mit dem Klerus und Adel in Deutschland pflegte.
Oberhalb des Sees liegt die Olympiaschanze.